# Modestia Aparte (álbum)
Modestia Aparte es un álbum homónimo del grupo Modestia Aparte perteneciente a la compañía discográfica Polydor, editado en el año 1993 y compuesto por 10 canciones.

## Lista de canciones
| N.º | Título                            | Duración |  |
| 1.  | «Cosas de la vida»                |          |  |
| 2.  | «Habitación con vistas»           |          |  |
| 3.  | «Déjame entrar»                   |          |  |
| 4.  | «Días de escuela»                 |          |  |
| 5.  | «Bienvenido a las dudas del alma» |          |  |
| 6.  | «Las mujeres»                     |          |  |
| 7.  | «Nuestros mejores años»           |          |  |
| 8.  | «Y pasan los días»                |          |  |
| 9.  | «Bailando al borde de tu piel»    |          |  |
| 10. | «Una noche en Granada»            |          |  |